# برومات
البرومات عبارة عن أنيون أكسجيني لعنصر البروم له الصيغة -BrO3، ومركبات البرومات هي أملاح حمض البروميك. أمثلة على البرومات تتضمن برومات الصوديوم و برومات البوتاسيوم.
تتشكل البرومات في عدة طرق مختلفة في مياة الشرب المحلية. وأكثرها أهمية هو التفاعل بين الأوزون والبروميد: 
Br−
 + O3 → BrO−
3
المعالجة الكهروكيميائية، كالتحيليل الكيميائي في المحلول الملحي بدون غشاء تعمل لتشكل هيبوكلوريت، وأيضاً إنتاج البرومات عندما يكون أيون البروميد حاضراً في المحلول الملحي.
التنشيط الضوئي (التعرض للشمس) سيساعد سائل أو غاز البروم لتوليد البرومات في ماء يحتوي على البروميد.

## مشاكل على صحة الإنسان
البرومات في ماء الشرب غير محبذ لأنه مادة مسرطنة للإنسان مشتبه بها. وهو موجود في مياه الكوكاكولا المعبأة داساني مما دعا إلى استدعاء المنتج في المملكة المتحدة